# جبال الأورال
جبال الأُورال (الروسية: Уральские горы) تصل بين قارة آسيا وقارة أوروبا، وتقع في روسيا وكازاخستان.
جبال الأورال سلاسل جبلية تمتد لحوالي 2,400 كم في الجزء الغربي من روسيا. تمتد هذه الجبال جنوباً من دائرة القطب الشمالي حتى قرب حدود كازاخستان. ويعدّها كثير من الجغرافيين ضمن الحدود الفاصلة بين قارتي أوروبا وآسيا. تحوي هذه الجبال كميات هائلة من الثروة المعدنية. وقد ظل تعدين الملح من النشاطات الهامة منذ القرن السادس عشر، بينما ازدهر تعدين الحديد والنحاس في القرن الثامن عشر. وتشتهر منطقة الأورال بالجواهر والأحجار شبه النفيسة، ومن بينها الزمرد والبريل، والملكيت، والجمشت. وتقوم أنشطة التعدين الأخرى بإنتاج البوكسيت، والكروم، والفحم الحجري، والذهب، والفضة، والزنك، والرصاص، والنحاس، والحديد، والمغنسيوم، والنيكل، والبلاتين، والبوتاس. اكتشف الزيت غربي الأورال، كما تم الكشف عن حقول غاز وزيت جديدة في الجانب الشمالي الشرقي لهذه الجبال. كذلك تحتوي جبال الأورال على واحدة من أكبر احتياطيات مادة الأسبستوس في العالم.
أدى تطور التعدين في جبال الأورال دوراً مهماً في إمداد الاتحاد السوفيتي (السابق) بالمعادن والوقود خلال منتصف القرن العشرين الميلادي. تكونت الجبال جيولوجياً منذ حوالي 300 مليون عاماً في نهاية العصر القديم. وقد تهدمت الجبال متحولة إلى سهل تقريباً، ثم تكونت مرة أخرى منذ حوالي 200 مليون سنة. ومنذ ذلك الحين تهدمت هذه الجبال وتحولت إلى تلال مستديرة يرتفع معظمها من 300 إلى 1,800 متر فقط. وتعدّ قمة جبل نارودنايا (1,895 متراً) أعلى قمة في جبال الأورال.